# Igreja de Santo Inácio de Loyola
A Igreja de Santo Inácio de Loyola em Campo Marzio (em italiano, Sant'Ignazio di Loyola in Campo Marzio) é uma igreja titular de Roma, Itália, dedicada a Santo Inácio de Loyola, o fundador da Companhia de Jesus. Construída em estilo barroco entre 1626 e 1650, a igreja funcionou inicialmente como uma capela anexa à vizinha Universidade Romana, que mudou em 1584 para um novo edifício, muito maior, o Palazzo del Collegio Romano; ela é antecessora da Pontifícia Universidade Gregoriana. É uma das três igrejas regionais do Lácio em Roma e a igreja nacional da Guatemala.
O atual cardeal-diácono protetor da diaconia de Santo Inácio de Loyola em Campo Marzio é Luis Ladaria, S.J., nomeado em 28 de junho de 2018.

## História

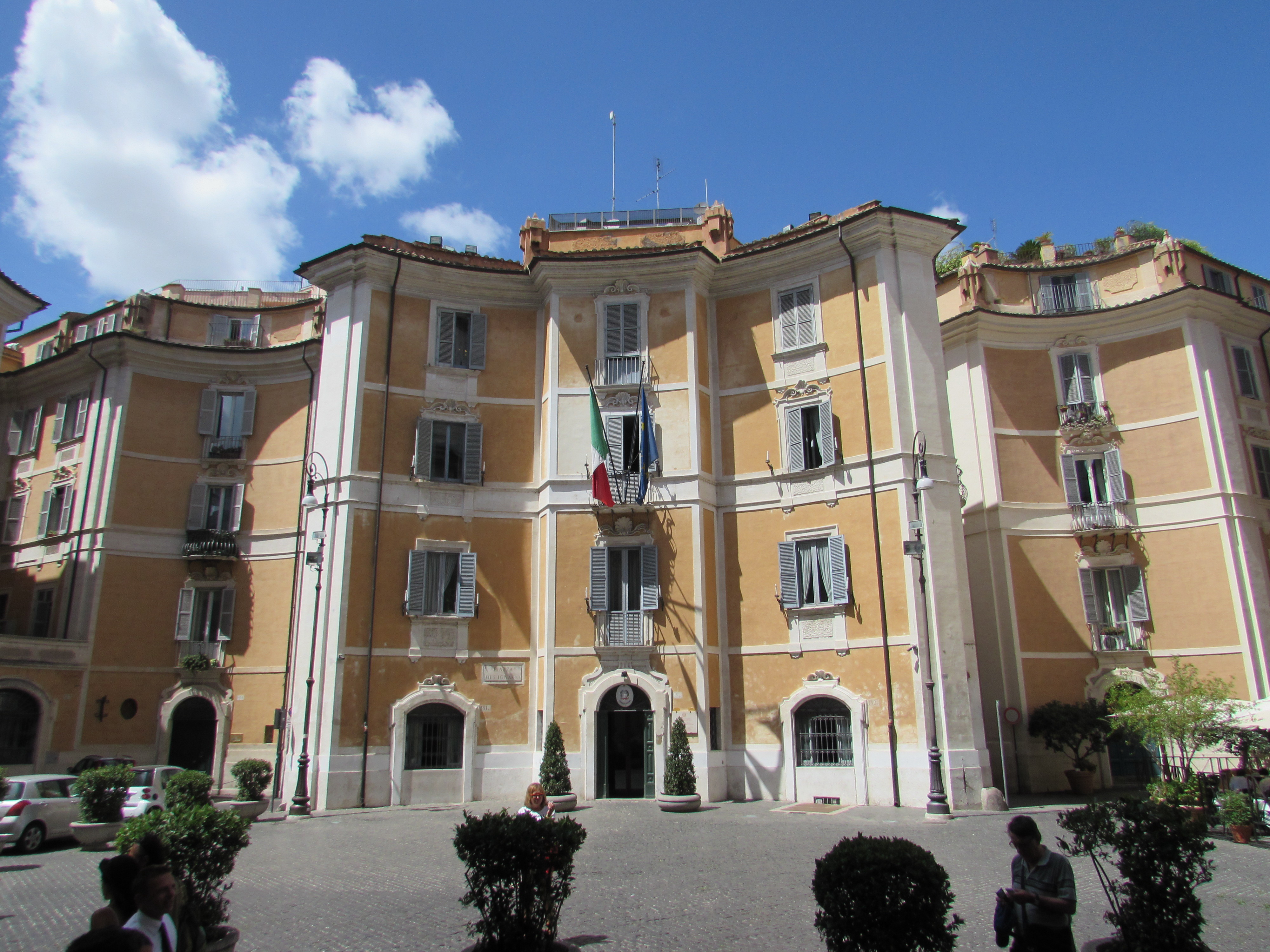
Palácio de Sant'Ignazio, vizinho à igreja.

A Universidade Romana (em italiano:  Collegio Romano) iniciou suas atividades de forma bastante humilde em 1551, com uma inscrição sobre a porta resumindo seu propósito: "Escola de Gramática, Humanidades e Doutrina Cristã. Grátis". Desde o princípio assolada por problemas financeiros, a universidade teve várias sedes provisórias. Em 1560, Vittoria della Tolfa, Marquesa della Valle, doou a isola de sua família, um quarteirão inteiro e os edifícios que estavam nele, para a Companhia de Jesus em memória de seu falecido marido, o Marquês della Guardia, Camillo Orsini, fundando o Collegio Romano. Antes disto, ela pretendia doar a propriedade para as freiras clarissas fundarem um convento e elas já haviam inclusive começado a construir o edifício que abrigaria a igreja de Santa Maria della Nunziata, no exato local onde ficava o antigo Templo de Ísis no Campo de Marte.
Embora os jesuítas tenham conseguido as terras da marquesa, eles não tinham dinheiro para completar a igreja iniciada pelas freiras. Restrições orçamentárias os obrigou a contratar um arquiteto próprio e a construção foi assumida pelo jesuíta Giovanni Tristano. O edifício com três naves foi construído inteiramente com operários jesuítas e a nova a igreja de Santa Maria Annunziata al Collegio Romano foi utilizada para serviços litúrgicos pela primeira vez em 1567. Como a igreja anterior já estava construída até a altura do piso térreo em 1555, não houve como os jesuítas expandirem a estrutura para abrigar o crescente número de estudantes da Universidade. A fachada era muito similar à da contemporânea Sant'Andrea al Quirinale, que também foi projetada por Giovanni Tristano. Em atenção aos desejos da marquesa, a fachada ostentava orgulhosamente o brasão da família Orsini. A igreja foi finalmente ampliada em 1580 quando o papa Gregório XIII expandiu a universidade, especialmente as capelas laterais.
A antiga igreja ficou insuficiente para os mais de 2 000 estudantes de muitas nações que frequentavam a universidade no início do século XVII. O papa Gregório XV, que estudou lá, tinha uma relação muito forte com a igreja. Depois da canonização de Inácio de Loyola em 1622, ele sugeriu ao seu sobrinho, cardeal Ludovico Ludovisi, que uma nova igreja dedicada ao fundador da Companhia de Jesus deveria ser erguida na universidade. O jovem cardeal aceitou a sugestão e pediu a diversos arquitetos que lhe enviassem projetos, entre eles Carlo Maderno. Ludovisi finalmente escolheu o projeto de um matemático jesuíta, Orazio Grassi, que era professor da Universidade Romana. A entrada foi projetada pelo arquiteto Filippo Raguzzini.
A pedra fundamental só foi lançada em 2 de agosto de 1626, quatro anos depois, uma demora provocada pela necessidade de demolir parte dos edifícios da universidade para abrir espaço para a nova igreja. A antiga igreja foi finalmente demolida em 1650, pelo mesmo motivo, e obra se estenderia até o final do século devido às suas enormes proporções. Ao contrário da diminuta Igreja da Santíssima Anunciação, que ocupava um pedaço pequeno do terreno da Universidade Romana, a Igreja de Santo Inácio tomou um quarto do quarteirão inteiro.
A nova igreja foi aberta ao público apenas 1650, por ocasião do Jubileu de 1650. A consagração solene foi celebrada apenas em 1722 pelo cardeal Antonfelice Zondadari.

## Interior
A igreja segue uma planta em cruz latina com diversas capelas laterais e foi inspirada pela igreja mãe jesuíta, a Igreja de Jesus, em Roma, terminada no final do século XVI. A imponente ordem de pilastras coríntias que circunda o interior, o foco teatral no altar-mor no fundo de uma larga abside na extremidade oriental, os mármores multicoloridos, os animados relevos figurativos em estuque, os altares ricamente ornamentados, com amplo uso de douração, e poderosas pinturas em trompe l’oeil na falsa "cúpula" do cruzeiro e na nave resultam num efeito suntuoso e festivo. A cúpula jamais foi completada por falta de dinheiro e, por isso, os jesuítas contrataram Andrea Pozzo para pintá-la no teto.
A parede oeste da nave abriga um grupo escultural de Alessandro Algardi, "Magnificência e Religião" (1650). Ele também ajudou a projetar os alto-relevos em estuque que decoram ambas as paredes laterais, logo acima das entradas para as capelas e abaixo do grandioso entablamento da nave.
Entre as outras obras de arte na igreja está a gigantesca estátua em estuque de Santo Inácio por Camillo Rusconi (1728).

### Afrescos de Andrea Pozzo

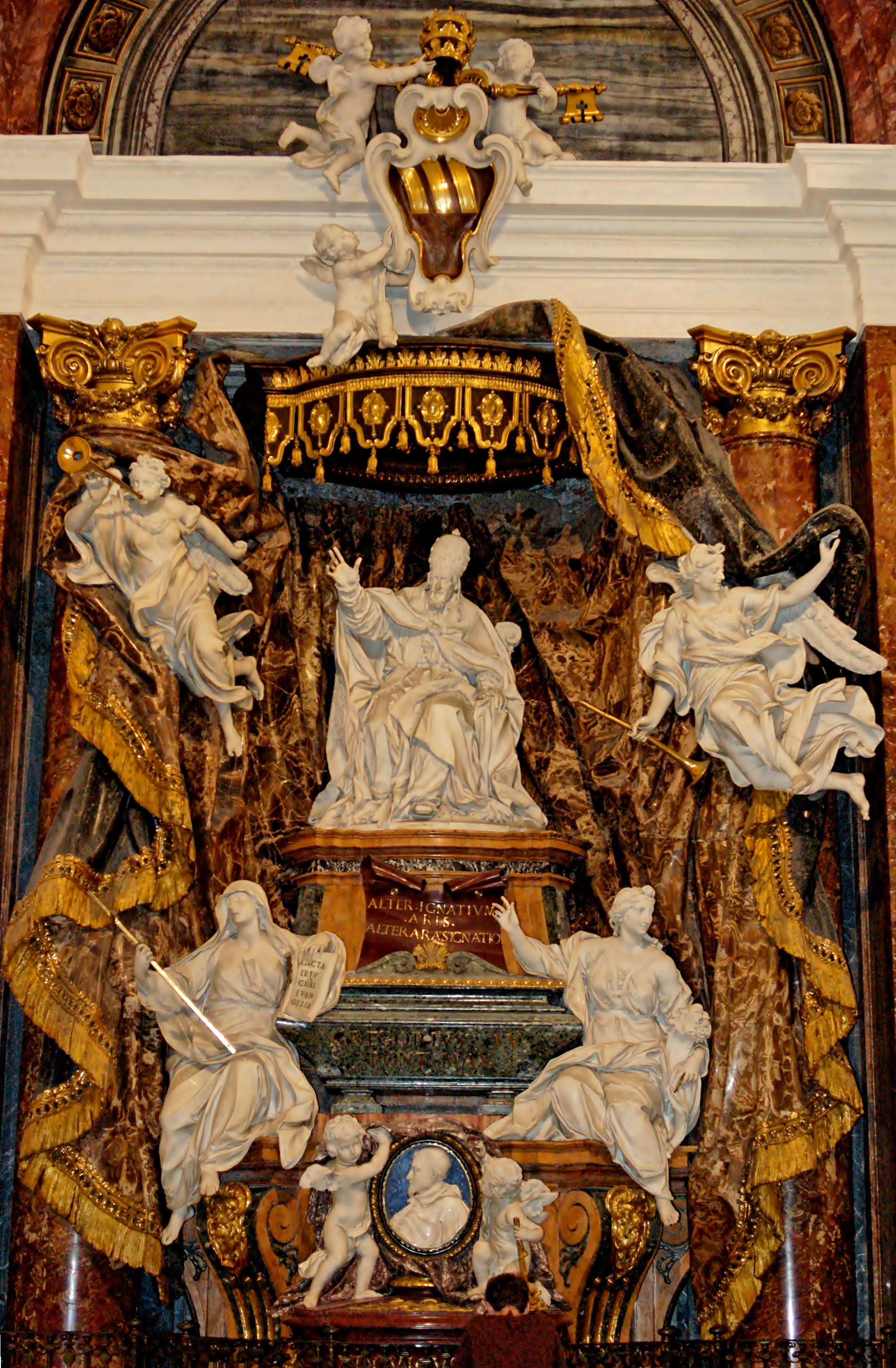
Túmulo do papa Gregório XV.

Andrea Pozzo, um irmão leigo jesuíta, pintou o grandioso fresco que ocupa todo o teto da nave em algum momento após 1685. Ele celebra as obras de Santo Inácio e da Companhia de Jesus no mundo apresentando o santo sendo recebido no paraíso por Cristo e pela Virgem Maria rodeados por representações alegóricas dos quatro continentes conhecidos na época. A intenção de Pozzo foi abrir ou "dissolver" a superfície real da abóbada de berço através de técnicas ilusionistas, arrumando uma projeção perspectiva que faz com que um observador no chão veja uma enorme e luxuosa cúpula aberta para o céu brilhante e repleta de figuras flutuando para o alto. Um disco de mármore no centro da nave marca o ponto ideal a partir do qual o observador pode apreciar de forma plena a ilusão. Uma segunda marca no chão, mais para o leste, indica o ponto ideal para ver a pintura em trompe l'oeil que recobre o cruzeiro criando a ilusão de uma alta cúpula nervurada e em caixotões. Destruída em 1891, a pintura foi depois substituída. Pozzo também é o autor dos afrescos nos pendículos do cruzeiro, de personagens do Antigo Testamento: Judite, David, Sansão e Dalila.
São dele também os afrescos na abside sobre a vida e apoteose de Santo Inácio. O "Cerco de Pamplona", no alto painel à esquerda, comemora a ocasião em que ele foi ferido, um evento que o levaria a um longo período de recuperação que mudou sua vida. O da direita, "A Visão de Santo Inácio na Capela de La Storta", comemora o local onde o santo recebeu seu chamado divino. "Santo Inácio envia São Francisco Xavier para a Índia" relembra o ousado trabalho missionário dos jesuítas em países estrangeiros e, finalmente, "Santo Inácio recebendo São Francisco Bórgia" comemora o recrutamento do nobre espanhol que tornar-se-ia o Superior Geral da Companhia de Jesus. Finalmente, Pozzo é também responsável pelo afresco na semicúpula, "Santo Inácio Curando o Afligido pela Peste".

### Capelas laterais
A primeira capela à direita abriga uma peça-de-altar do século XVIII, "Santos Estanislau Kostka e João Francisco Régis Adorando a Madona com o Menino". Na está a peça-de-altar "São José e a Virgem" e, na luneta (parede direita), "A Última Comunhão de São Luís Gonzaga", ambas de Francesco Trevisani (1656–1746); a cúpula foi pintada por Luigi Garzi (1638–1721). A peça-de-altar da terceira capela é uma "Apresentação da Virgem no Templo" do século XVIII de Stefano Pozzi (1699–1768).
A capela no braço direito do transepto, dedicada a São Luís Gonzaga, abriga um grande alto-relevo em mármore, "Glória de São Luís Gonzaga" (1697–99), do escultor francês Pierre Legros. Andrea Pozzo pintou no teto a "Glória de Santo Luís Gonzaga". Enterrado no altar lateral, do lado de Gonzaga, está o cardeal São Roberto Belarmino, Doutor da Igreja.
A capela no braço esquerdo do transepto abriga as relíquias de São João Berchmans.
A capela logo à direita do presbitério da igreja (no canto sudeste) abriga os monumentos funerários do papa Gregório XV e seu sobrinho, o fundador da igreja, cardeal Ludovico Ludovisi. Pierre Legros e Pierre-Étienne Monnot criaram o monumento ao papa sessenta anos depois de sua morte.
Na capela no braço esquerdo do transepto está uma peça-de-altar de mármore da "Anunciação", de Filippo Della Valle (1649), com figuras alegóricas e anjos de Pietro Bracci. O afresco no teto, "Assunção", é de Andrea Pozzo. A segunda e a terceira capelas da esquerda abrigam pinturas do jesuíta Pierre de Lattre, que também é autor das obras na sacristia.

## Galeria

Imagens da igreja
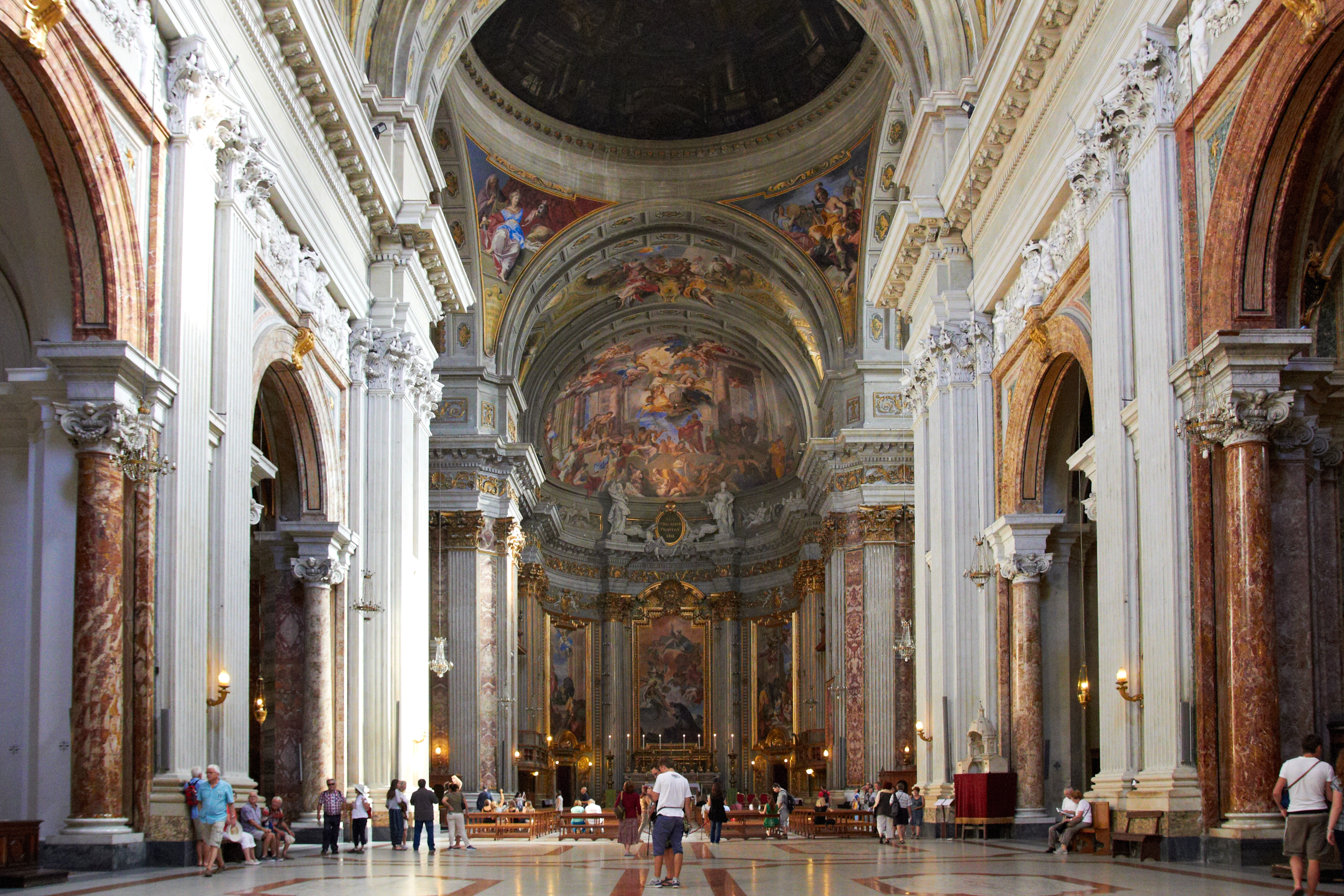
Vista do interior.
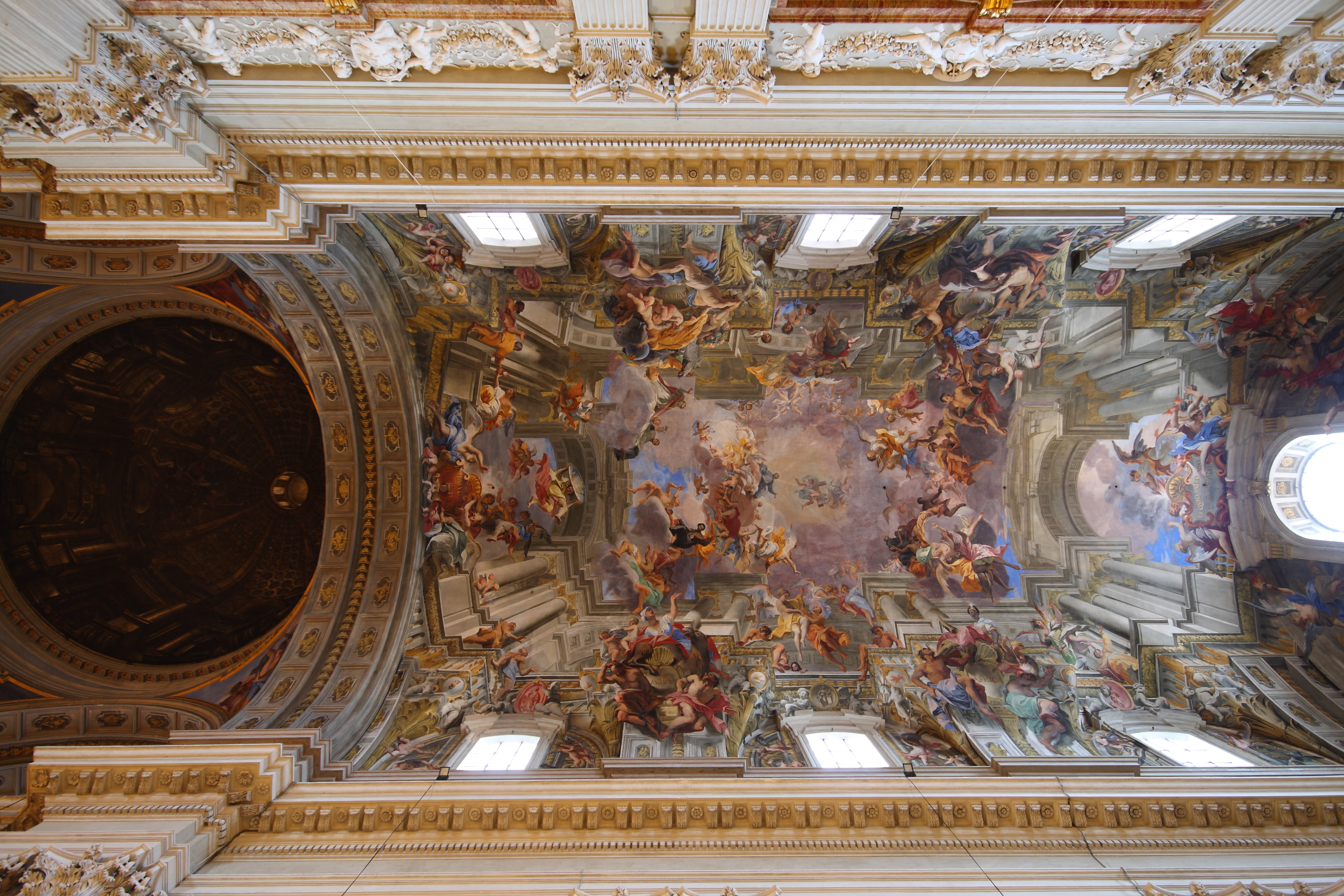
A "Apoteose de Santo Inácio de Loyola" e a "falsa cúpula" de Andrea Pozzo.
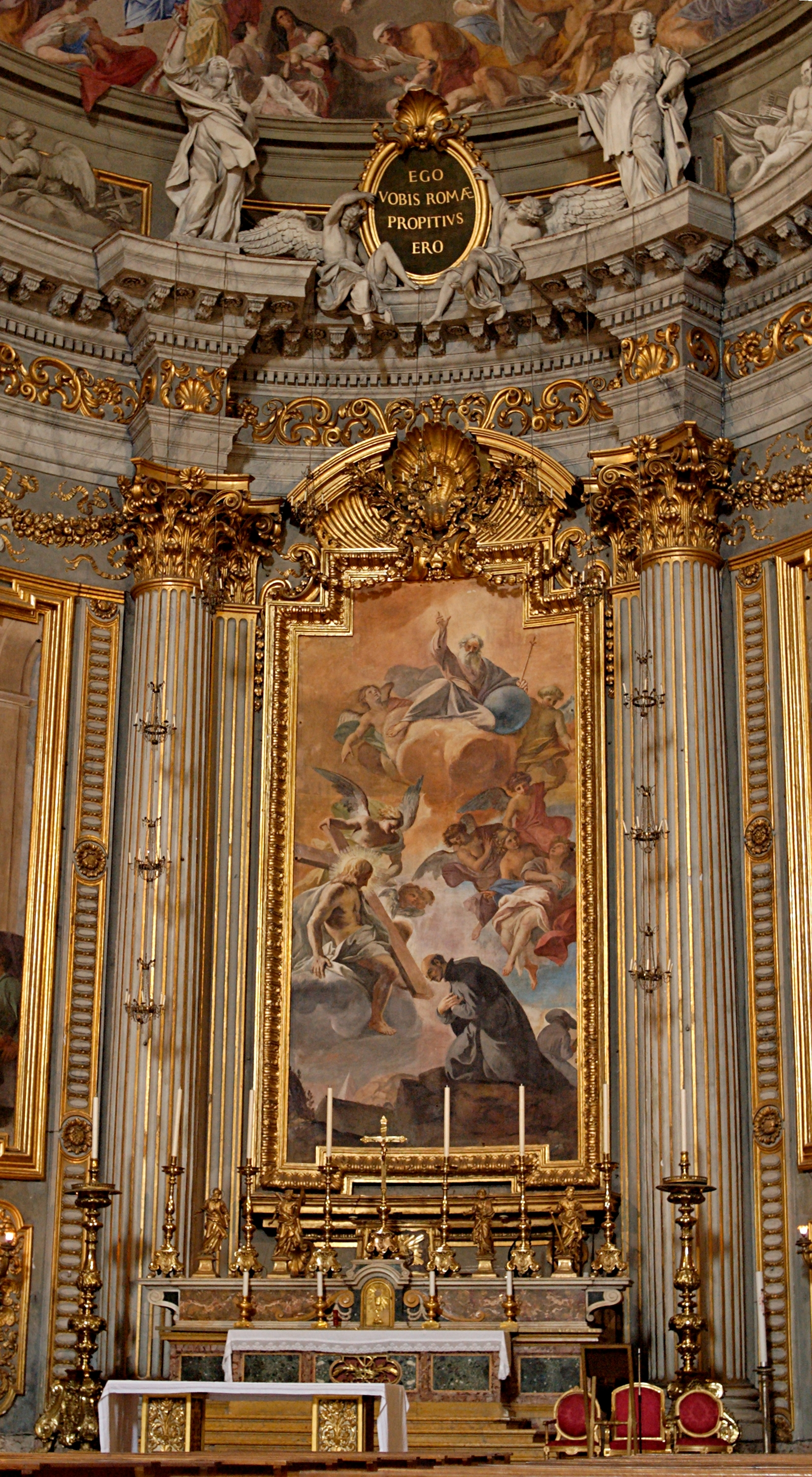
Altar-mor
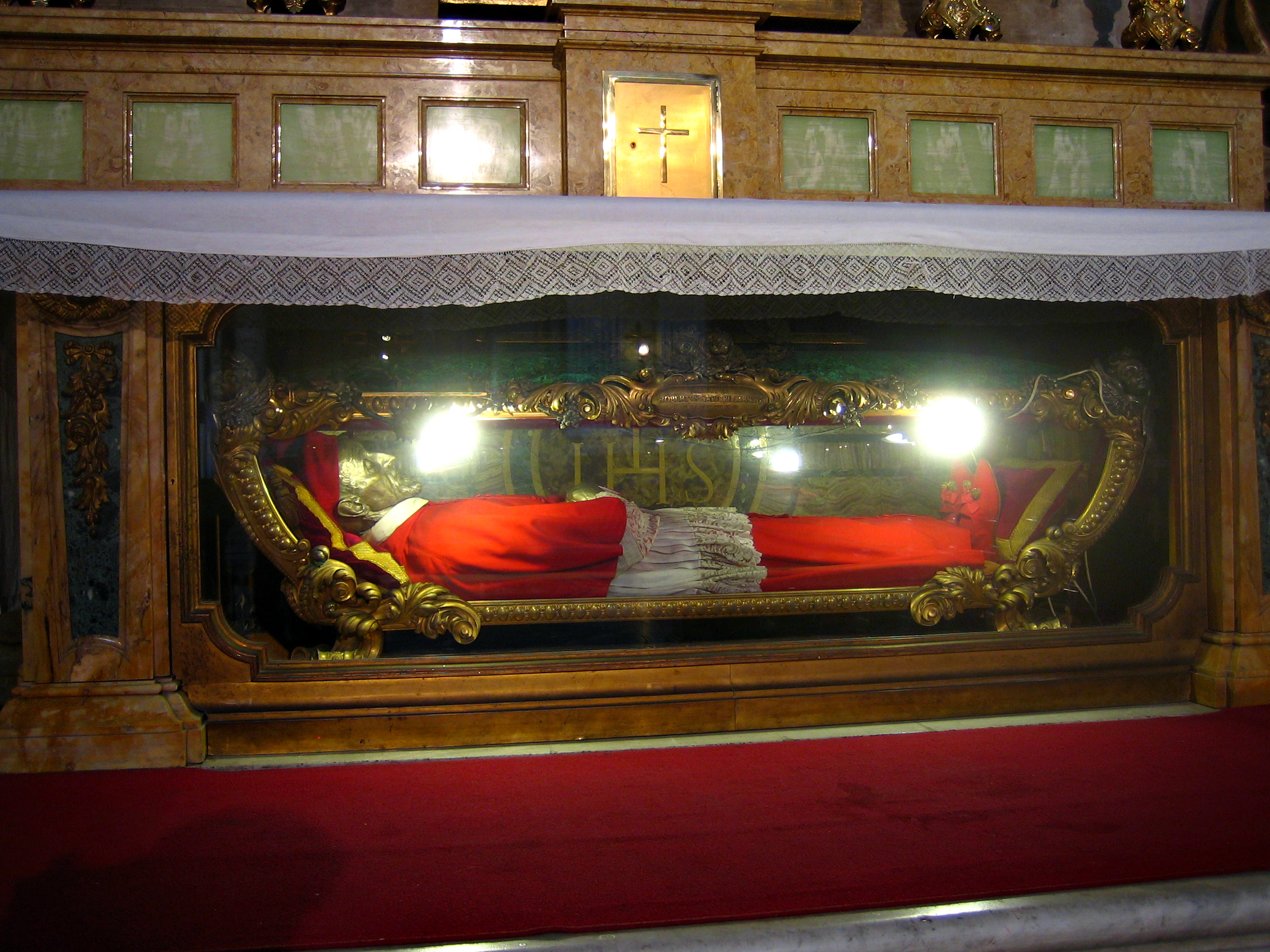
Túmulo de São Roberto Belarmino.